# Église Saint-Pierre de Lumeau
L'église Saint-Pierre est un édifice religieux catholique situé à Lumeau, en France. Lieu de culte inscrit au cœur du village, l'église composée à présent de trois parties est le fruit de plusieurs évolutions depuis le Moyen Âge, dont une variante de vocables.

## Situation et accès
L'édifice est situé au centre de Lumeau, vers le nord, et est accessible depuis la Grande Rue. Plus largement, il se trouve dans le département d'Eure-et-Loir, en région Centre-Val de Loire. Un site du réseau géodésique français placé au niveau de l'épi de faîtage fait état en deux points d'une altitude d'environ 193 mètres.

## Histoire
L'église de Lumeau est une église médiévale, qui a été construite et rebâtie durant au moins trois périodes historiques. De l'édifice primitif d'architecture romane, l'église conserve un chœur rénové. Son chevet est du XIIIe siècle. La tour beauceronne quadrangulaire de l'église est un élément architectural typique dans le canton ; ses fondations sont antérieures au XIVe siècle ; la tour date du XVIe siècle pour sa dernière surélévation par une flèche de charpente,.
Durant la guerre de Cent Ans, l'église est évoquée comme église fortifiée en 1382. À la Renaissance, « l'église est consacrée en 1556, sans doute après d'importants travaux. » Mais, durant la première guerre de Religion, « l'église est incendiée en 1562 ». « Le retable date du XVIIIe siècle. En 1731, 1771 et 1777, des cloches de l'église ont été bénies. Une nouvelle restauration eut lieu en 1820 » : les fenêtres sont du XIXe siècle. Un plan de l'église a été relevé en 1852. Des travaux sont effectués en 1876. Des travaux de rénovation du clocher à la fin du XXe siècle conduisent au remplacement de son bourdon.
Jusqu'au XIXe siècle, les croyances populaires sur les causes d'événements naturels ou prétendus surnaturels conduisent à des troubles à l'ordre public : « plusieurs curés furent menacés de la fureur populaire, entre autres ceux de Terminiers, Lumeau, Sancheville et Gironville. » Le 2 décembre 1873, jour de l'inauguration du monument de Neuvilliers, l'abbé Morice, curé de Lumeau de 1834 à 1873, reçoit la médaille de vermeil du département de la Haute-Vienne pour son dévouement auprès des blessés de la bataille du 2 décembre 1870 et un ciboire est offert à l'église de Lumeau,. Vers 1922, le cimetière, historiquement adjacent à l'église, est translaté en périphérie nord-est du bourg de Lumeau, sur la route de Baigneaux. Le monument du cimetière rend hommage à ses 18 morts entre 1914 et 1920 et au mort de 1940.

## Structure
« Trois parties nettement différenciées s'étagent de l'ouest à l'est : importante tour avec tourelle d'escalier à l'angle sud-ouest, nef flanquée d'un chapiteau moderne et chœur, plus élevé que celle-ci, sur la face sud duquel on voit une cage d'escalier menant aux combles. L'abside, arrondie à la base, se rétrécit au-dessus et passe à trois pans, témoignant des remaniements subis au cours des âges. Remaniements encore plus visibles au nord où un pan de mur en équerre conserve la trace d'un bel arc ogival. […] Les trois parties du bâtiment se retrouvent à l'intérieur : vestibule dans la partie basse de la tour, nef surmontée d'une voute moderne et séparée par un mur percé d'un grand arc, le chœur dont la voute semble plus ancienne : les retombées d'arc s'ornent de sculptures naïves, têtes grimaçantes, bustes présentant des écus aux armes effacées. »

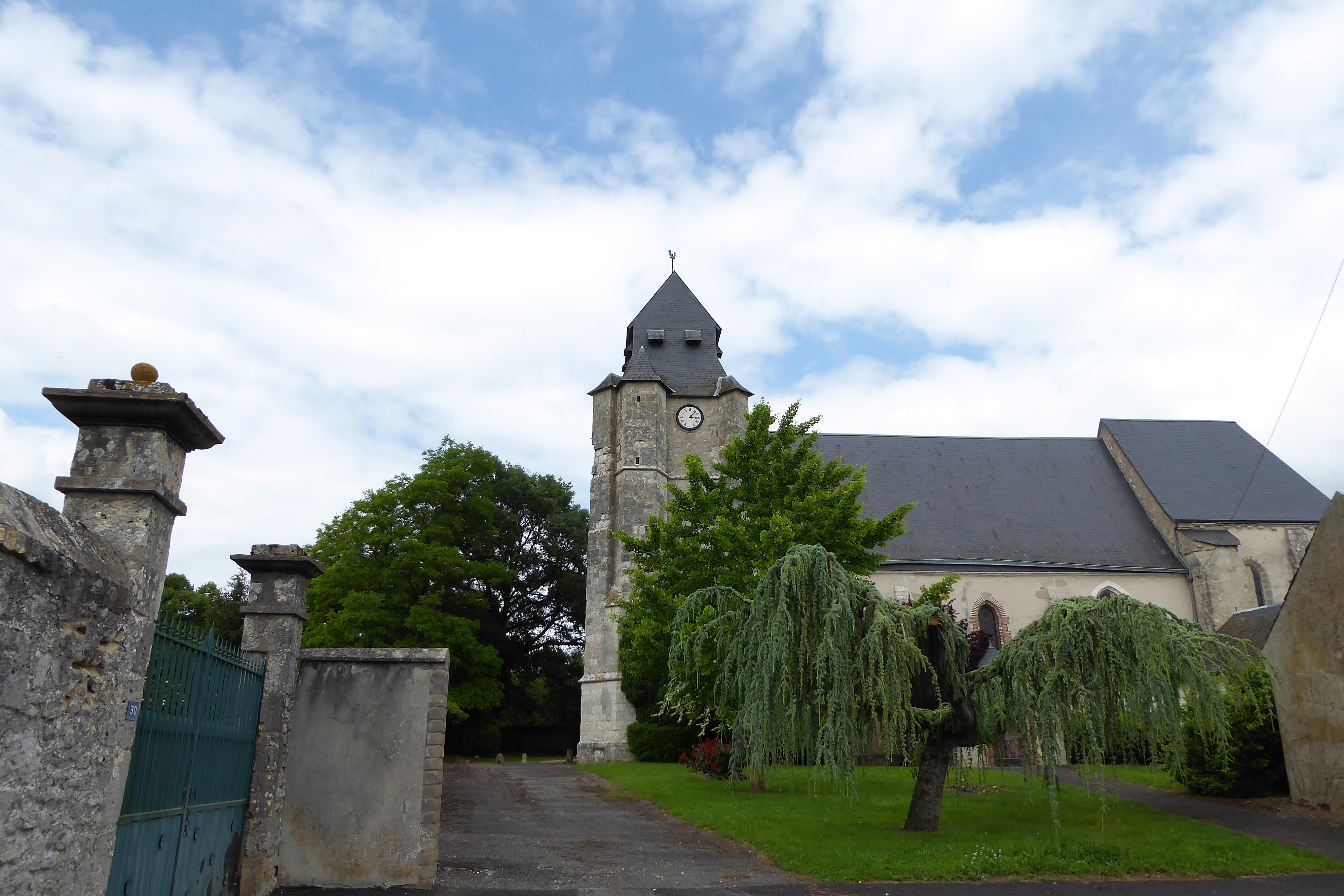
Église Saint-Pierre.
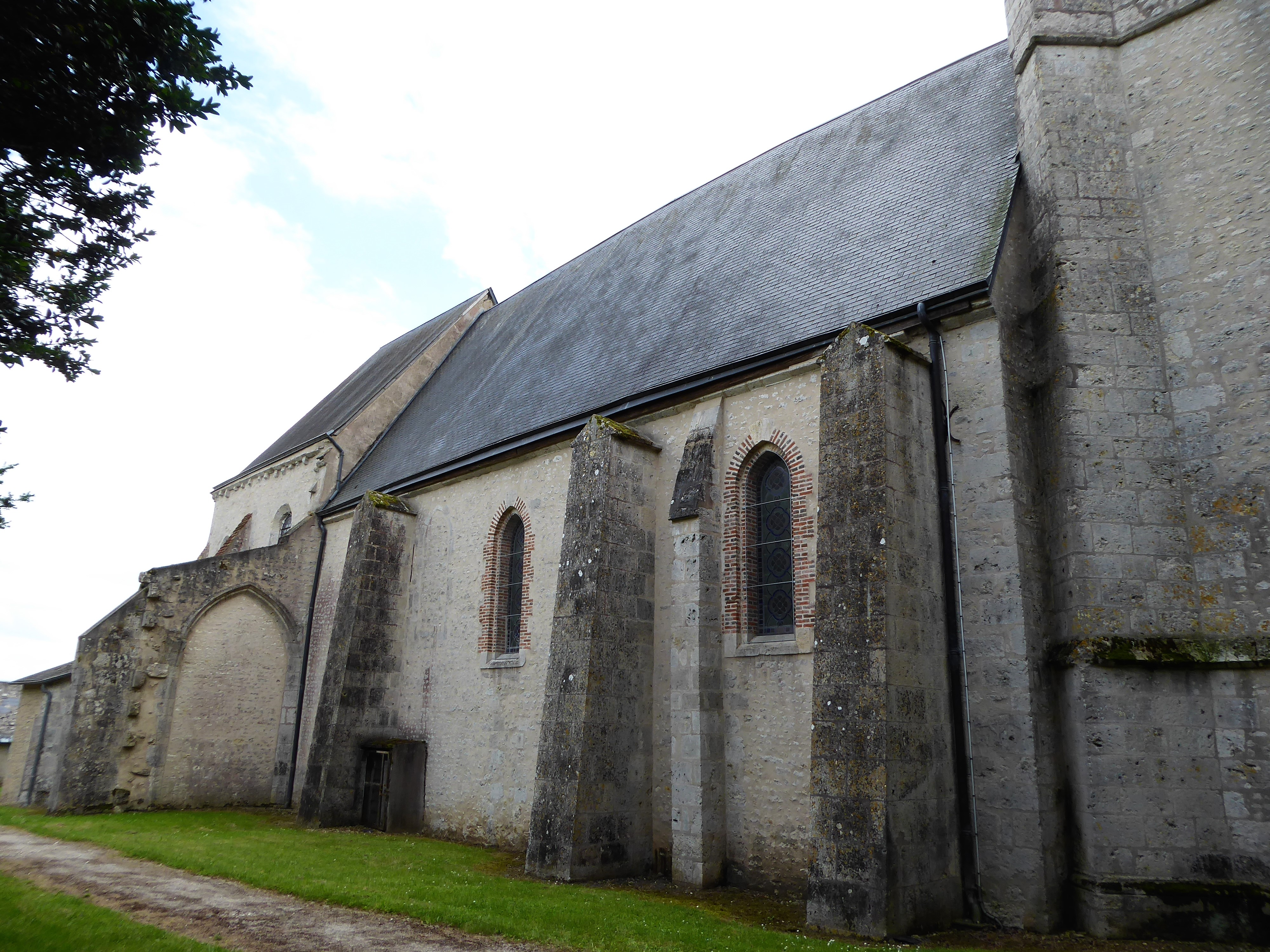
L'arc ogival du mur nord.
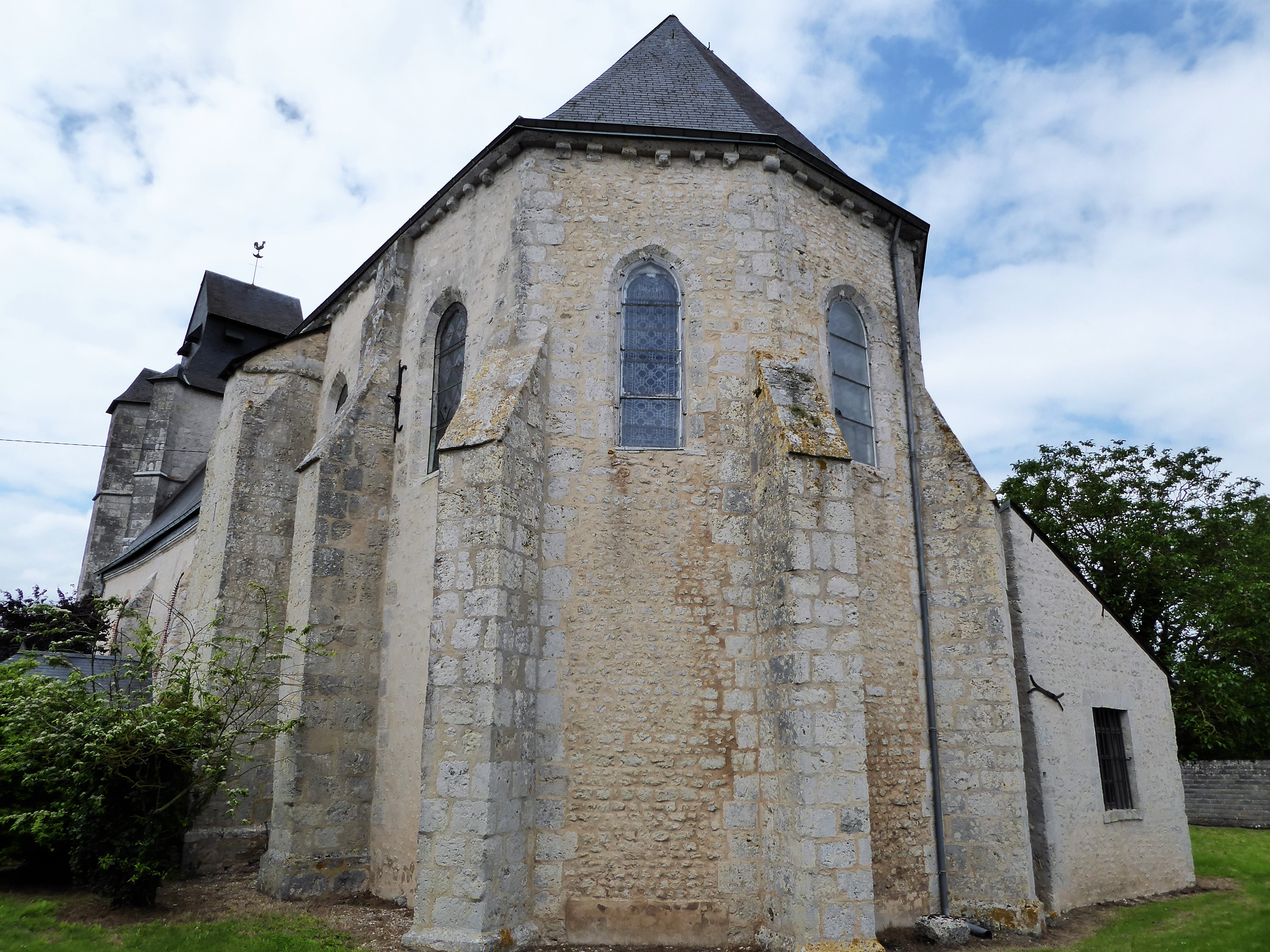
Abside ronde, s'élevant à 3 pans.

## Vocable
Saint Loup, saint Gilles et saint Pierre sont associés à l'église de Lumeau et peuvent être rattachés aux contextes historiques de l'Orléanais :
- L'église de Lumeau est d'abord consacrée à saint Loup[5]. Il s'agit probablement de Loup de Sens, saint né à Orléans vers 573 et évêque de Sens, le diocèse d'Orléans faisant alors partie de la province ecclésiastique de Sens. Peut être est-ce aussi une allusion discrète à Loup de Ferrières, ecclésiastique franc de l'abbaye de Ferrières-en-Gâtinais au IXe siècle, précepteur de Charles II le Chauve, dont il assista au sacre à Orléans en 848, et qui dénonça les nobles comme pilleurs des biens de l'Église. C'est sous ce vocable que l'on retrouve une attestation imprimée de l'église en 1615 dans les Annales du chanoine Charles de la Saussaye[10].
- Gilles l'Ermite (latin : Ægidius) étant fêté le même jour que Loup de Sens, le 1er septembre, les deux saints (« Curatus SS. Lupi et Egidii de Lumolio[10] » et « saint Leu et saint Gilles[11]») peuvent se partager la dédicace de l'église de Lumeau en 1556. Cela constitue également un rappel d'Ægidius, le général gallo-romain de la Gaule du Nord autonome devenue domaine gallo-romain de Soissons au Ve siècle.
- La cure de Lumeau est citée dans un pouillé du diocèse d'Orléans vers 1650, étudié par Symphorien Guyon[11] : elle dépend alors du chapitre de la collégiale de Saint-Pierre-Empont à Orléans, d'où la mention d'église Saint-Pierre-de-Lumeau[12] toujours applicable en 1789.

Comme l'indique de Foulques de Villaret en 1888 : « nous remarquons une variante de vocables pour les cures de Lumeau et Poupry : la première appelée par La Saussaye Saint-Loup-Saint-Gilles, et la deuxième Saint-Sulpice, tandis que Guyon les nomme Saint-Pierre-de-Lumeau et Notre-Dame-de-Poupry. Nous ne pouvons nous expliquer cette différence de vocables qu'en admettant l'hypothèse d'anciennes églises détruites et de vocables tombées en désuétude. »